# Kappa Aquilae
Kappa Aquilae (39 Aquilae) é uma estrela na direção da constelação de Aquila. Possui uma ascensão reta de 19h 36m 53.45s e uma declinação de −07° 01′ 38.9″. Sua magnitude aparente é igual a 4.93. Considerando sua distância de 1455 anos-luz em relação à Terra, sua magnitude absoluta é igual a −3.32. Pertence à classe espectral B0.5III.